# Трельяж (садівництво)

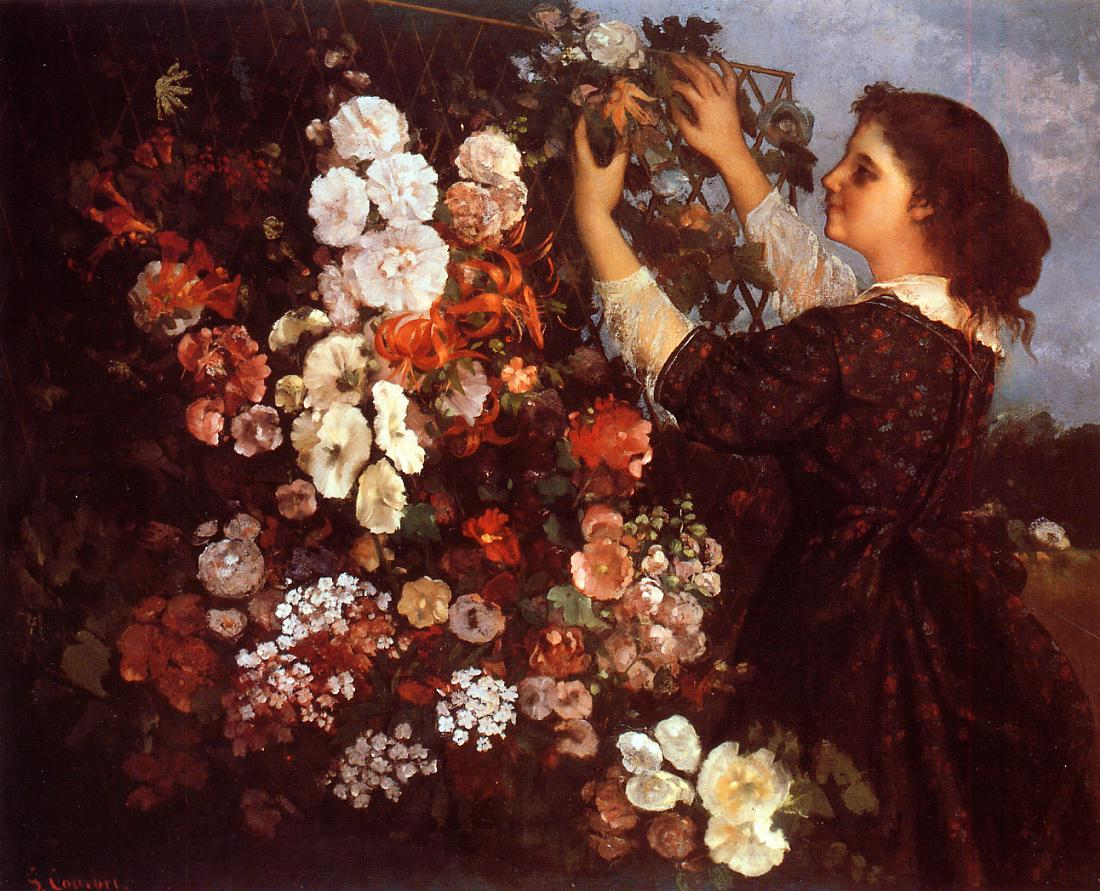
«Трельяж» — малюнок Гюстав Курбе, 1862 р.

Трелья́ж (від фр. treillage < treille < лат. trichila — «альтанка з витких рослин») — легкі, в основному дерев'яні ґрати для виткої зелені. Також трельяжами називають берсо — тунелі із рослин на металевому каркасі.

## Форми трельяжів
Спочатку трельяжі були простими загорідками-ширмами, по яких пускались пагони рослин. Згодом трельяжі отримували прямокутні, аркові, конусні та інші форми. Інколи мали величезні розміри та виконувались у вигляді палацових фасадів та збагачувались колонами, вазами і скульптурами. Переважно прикрашали регулярні парки й сади.

## Історія
Спочатку шпалера призначалася для підтримки виноградної лози - звідси і походить її назва: лат. Trichila (зелена альтанка). Хоча невідомо, коли і де була винайдена шпалера, вона згадується в літературі та ботанічних працях протягом всієї історії. Пліній Молодший, в першому і другому століттях, писав про шпалери в деяких своїх листах про сади. У 19 столітті Волт Вітмен також згадував шпалеру у своєму вірші "Подаруй мені чудове, тихе сонце".
Решітки використовували для підтримки кущів у шпалерах, а також для відокремлення доріг від заростей і різних ділянок городів. Такі огорожі робили садівники. Коли садівниче мистецтво вдосконалили Андре Ле Нотр та Жюль Гардуен-Мансар, шпалера стала об'єктом декору, і її виготовлення довірили окремим майстрам, яких називали шпалерниками. Вони працювали індивідуально до 1769 року, коли приєдналися до корпорації теслярів. Трельяжист повинен був володіти хоча б елементарними поняттями і принципами архітектури та мистецтва рисунка.

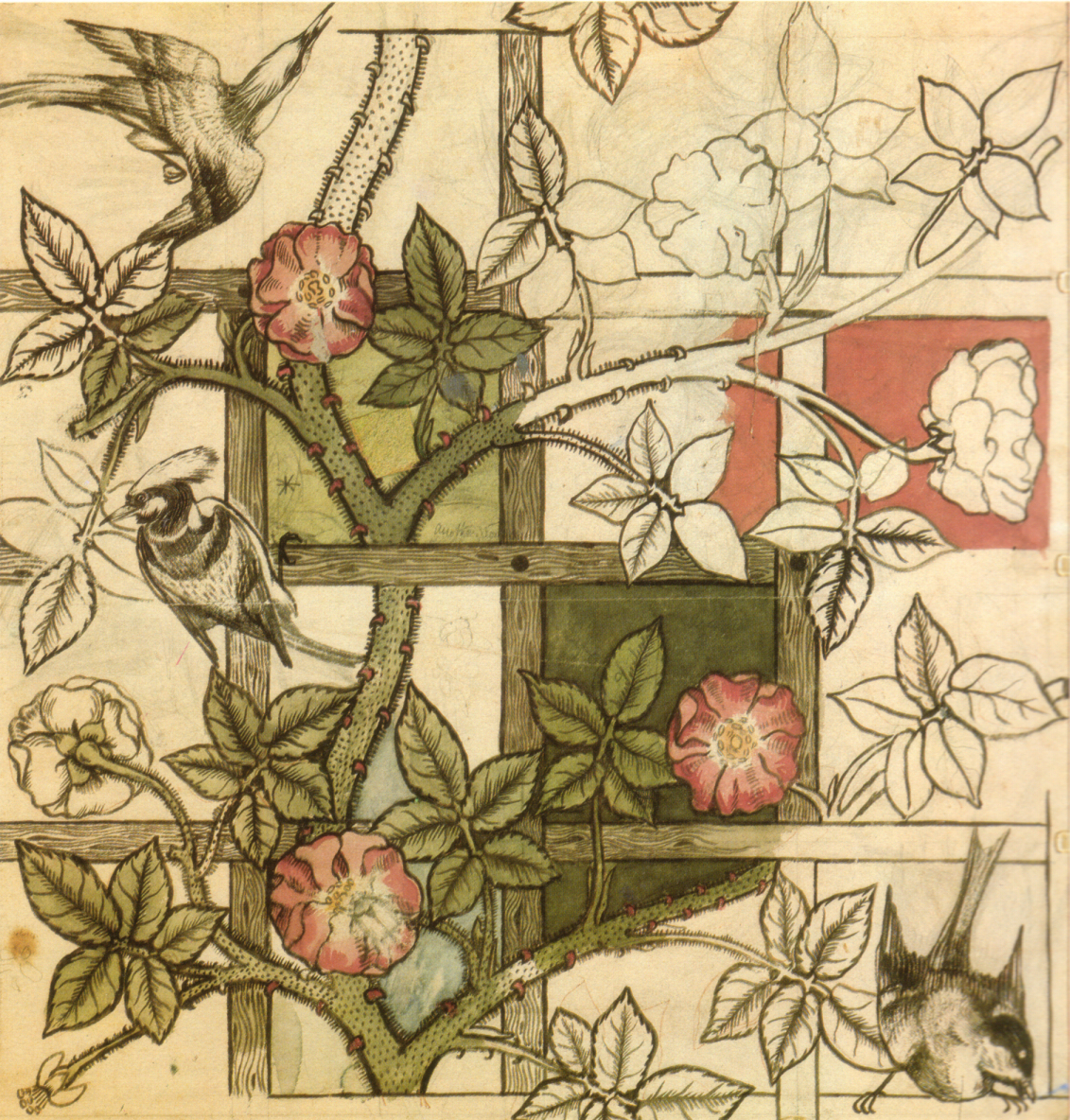
Трельяжний орнаментальний мотиф на шпалери — візерунок Вільяма Морріса.